# آل مكتوم
آل مكتوم هي العائلة الحاكمة لإمارة دبي، وواحدة من العائلات الست الحاكمة في الإمارات العربية المتحدة، وهي فرع من بنو ياس. وفرع من آل بوفلاسة من بني ياس، وهو اتحاد قبلي كان القوة المهيمنة عبر المنطقة التي تشكل الآن دولة الإمارات العربية المتحدة.

## تاريخ
في عام 1833، ارتحل نحو 800 فرد من قبيلة بني ياس تحت قيادة الشيخ مكتوم بن بطي وعبيد بن سعيد إلى إمارة دبي. وبعد وفاة عبيد بن سعيد بسبب الشيخوخة عام 1836، تولى مكتوم بن بطي مقاليد الحكم باعتباره الحاكم الوحيد وأسس سلالة آل مكتوم في الإمارة.

## حُكام آل مكتوم
فيما يلي قائمة بحكام آل مكتوم لإمارة دبي:
| #  | الاسم                               | تولى الحكم      | ترك الحكم       | المدة الزمنية            | ملاحظات         |
| -- | ----------------------------------- | --------------- | --------------- | ------------------------ | --------------- |
| 1  | عبيد بن سعيد بن راشد                | 9 يوليو 1833    | 1836            | 3 سنوات و7 أشهر          |                 |
| 2  | مكتوم الأول بن بطي بن سهيل آل مكتوم | 9 يونيو 1833م   | 1852م           | 19 سنةً                   |                 |
| 3  | سعيد الأول بن بطي آل مكتوم          | 1852م           | 1859م           | 7 سنواتٍ                  |                 |
| 4  | حشر بن مكتوم آل مكتوم               | 1859م           | 22 نوفمبر 1886م | 27 سنةً                   |                 |
| 5  | راشد الأول بن مكتوم آل مكتوم        | 22 نوفمبر 1886م | 7 أبريل 1894م   | 7 سنواتٍ و4 أشهرٍ و16 يومًا |                 |
| 6  | مكتوم الثاني بن حشر آل مكتوم        | 7 أبريل 1894م   | 16 فبراير 1906م | 11 سنةً و10 أشهرٍ و9 أيامٍ  |                 |
| 7  | بطي بن سهيل الأول آل مكتوم          | 16 فبراير 1906م | نوفمبر 1912م    | 6 سنواتٍ و9 أشهرٍ          |                 |
| 8  | سعيد الثاني بن مكتوم آل مكتوم       | نوفمبر 1912م    | 15 أبريل 1929م  | 16 سنةً و5 أشهرٍ           | (للمرة الأولى)  |
| 9  | مانع بن راشد آل مكتوم               | 15 أبريل 1929م  | 18 أبريل 1929م  | 3 أيامٍ                   |                 |
| 10 | سعيد الثاني بن مكتوم آل مكتوم       | 18 أبريل 1929م  | 10 سبتمبر 1958م | 29 سنةً و4 أشهرٍ و23 يومًا  | (للمرة الثانية) |
| 11 | راشد الثاني بن سعيد آل مكتوم        | 10 سبتمبر 1958م | 7 أكتوبر 1990م  | 32 سنةً و27 يومًا          |                 |
| 12 | مكتوم بن راشد آل مكتوم              | 7 أكتوبر 1990م  | 4 يناير 2006م   | 15 سنةً وشهران و28 يومًا   |                 |
| 13 | محمد بن راشد آل مكتوم               | 4 يناير 2006م   | شاغل المنصب     | 19 سنةً و4 أشهرٍ و16 يومًا  |                 |